# Fatou Linsan Barry
Pour les articles homonymes, voir Barry.
Fatou Linsan Barry de son vrai nom Fatou Barry née en 1965 à Linsan en République de Guinée, est une chanteuse traditionnelle dans le domaine de la musique guinéenne et particulièrement dans le genre connu sous le nom de la musique pular.
Fatou Linsan Barry est parmi les chanteuses peuls les plus populaires en Guinée de fin de XXe siècle et début des années 2000.

## carrière musicale
Originaire de Linsan dans la région de Kindia, Fatou Linsan commence sa carrière en 1999 avec son premier album Linsan, produit avec le concours de Pamphile de Souza et de Djékoria Mory Kanté. Les maurcaux, dont: «Nabhorèlan», «Danko Dewimà» et «Moura Bounga» sont les plus connus et sont encore fréquemment écoutés. Après, Fatou linsan sort un second album «Bounga Lèdjö», enregistré dans le studio JBZ à Abidjan. Fatou commence à être invitée par des Guinéens de la diaspora pour faire des spectacles à l'extérieur. En 2018, elle tire sa révérence, juste après avoir effectués une tournée qui l'avait emmenée jusqu'au Canada ,,.

## Reconnaissance
- 2005 : Nommée à Conakry pour le Djembé d'or dans la catégorie meilleur clip.